# 알렉산드로스 대왕의 전쟁
알렉산드로스 대왕의 전쟁은 알렉산드로스 대왕이 아케메네스 왕조의 다리우스 3세에 대항하여 싸운 전쟁으로 시작하여 동쪽으로 인도 펀자브 지방까지 지역 족장들과 싸워나간 전쟁이다.

## 같이 보기
- 디아도코이